# 小林正観
小林 正観（こばやし せいかん、1948年11月9日 - 2011年10月12日）は、日本の著作家。心学研究家。コンセプター（基本概念提案者）。デザイナー（SKPブランドオーナー）。歌手。2008年には、作詞家「星（ほし）間（あいだ）」としてデビュー。

## 人物・来歴
東京都江東区深川出身。中央大学法学部卒業。
学生時代から人間の潜在能力やESP現象、超常現象に興味を持ち、心学などの研究を行っていた。講演は、年に約300回の依頼があり、全国を回る生活を続けていた。
『「そ・わ・か」の法則』『喜ばれる』など、著書にベストセラー作品が多数。

## 著書

### 単著
- 『22世紀への伝言 もう一歩奥の自分に出会う』弘園社 「未来の智恵」シリーズ 1996 のち広済堂出版
- 『こころの遊歩道 一日五分のこころの散歩』弘園社 「未来の智恵」シリーズ 1996
- 『波動の報告書 足立育朗の世界 宇宙からのメッセージを伝える』弘園社 「未来の智恵」シリーズ 1996
- 『こころの宝島 知って楽しい日々の智恵』弘園社 「未来の智恵」シリーズ 1998
- 『守護霊との対話 中川昌蔵の世界』弘園社 「未来の智恵」シリーズ 1998
- 『生きる大事・死ぬ大事 死を通して考える新しい生き方』弘園社 「未来の智恵」シリーズ 2000
- 『幸せの宇宙構造 すべての人が幸せになる方法』弘園社 「未来の智恵」シリーズ 2000
- 『た(だ)しい人からた(の)しい人へ もう一歩奥の人格論』』弘園社 「未来の智恵」シリーズ 2002
- 『宇宙が味方の見方道 小林正観見方・考え方・とらえ方実例集』』弘園社 「未来の智恵」シリーズ 2003
- 『で、何が問題なんですか 小林正観質疑応答集』弘園社 「未来の智恵」シリーズ 2000
- 『楽に楽しく生きる 小林正観生き方のエッセンス35』弘園社 「未来の智恵」シリーズ 2004
- 『宇宙を解説・百言葉』弘園社 「未来の智恵」シリーズ 2006
- 『宇宙を貫く幸せの法則』致知出版社 2006
- 『宇宙を味方にする方程式』致知出版社 2006
- 『この世の悩みがゼロになる』大和書房 2006 のち文庫
- 『釈迦の教えは「感謝」だった 悩み・苦しみをゼロにする方法』風雲舎 2006
- 『楽しい人生を生きる宇宙法則』講談社 2006
- 『神さまに好かれる話 悩みを解消する法則』五月書房 2007
- 『「そ・わ・か」の法則 人生を輝かせる"実践方程式"』サンマーク出版 2007 のち文庫
- 『楽しく上手にお金とつきあう』大和書房 2007 「ありがとうとお金の法則」文庫
- 『100%幸せな1%の人々 「すべてが幸せ」になる59の法則』中経出版 2008 のち文庫
- 『宇宙が応援する生き方』致知出版社 2008
- 『笑顔で光って輝いて いま、いきなり「幸せ」になってしまう』実業之日本社 2008 のち文庫
- 『「き・く・あ」の実践 今すぐ幸せになれる方法』サンマーク出版 2008 のち文庫
- 『心を軽くする言葉 宇宙を味方の「か・が・み」の法則』イースト・プレス 2008 のち文庫ぎんが堂
- 『悟りは3秒あればいい』大和書房 2008 のち文庫
- 『「人生を楽しむ」ための30法則』講談社 2008
- 『喜ばれる 自分も周りも共に幸せ』講談社 2008
- 『すべてを味方すべてが味方』三笠書房 2009 のち知的生きかた文庫
- 『日々の暮らしを楽にする』学習研究社 2009
- 『魅力的な人々 こんな楽しい生き方もあった』弘園社 「未来の智恵」シリーズ 2009
- 『無敵の生きかた みんなが味方になる』廣済堂あかつき 2009 「「今」という生きかた」広済堂文庫
- 『運命好転十二条』五月書房 2010
- 『幸も不幸もないんですよ 人に、お金に、運に好かれる法則』マキノ出版 2010
- 『ごえんの法則 五つの「えん」の意味を解く』大和書房 2010 のち文庫
- 『脱力のすすめ 「おまかせ」で生きる幸せ論』イースト・プレス 2010
- 『啼かなくていいホトトギス 100%幸せな1%の人々 2』中経出版 2010 のち文庫
- 『もうひとつの幸せ論』ダイヤモンド社 2010
- 『心に響いた珠玉のことば』ベストセラーズ 2011
- 『楽しい子育て孫育て』学研パブリッシング 2011
- 『豊かな心で豊かな暮らし』廣済堂出版 2011 のち文庫
- 『淡々と生きる 人生のシナリオは決まっているから』風雲舎 2012
- 『ありがとうのすごい秘密』KADOKAWA 2014
- 『ありがとうの神様 神様が味方をする71の習慣』ダイヤモンド社 2015
- 『嬉しく楽しく、幸せになってしまう世界へ、ようこそ』廣済堂出版 2015
- 『ありがとうの奇跡』ダイヤモンド社 2016
- 『宇宙も神様もぜんぶ味方につける習慣』宝島社 2017
- 『楽しい子育て みんなの笑顔で“天才”が育つ』学研プラス 2020
- 『宇宙が味方の見方道  こんなふうにとらえると楽になる9つの方法論』清談社Publico 2021
- 『無敵の生きかた  すべてが味方になる宇宙法則』廣済堂出版 2022
- 『幸せが150%になる不思議な話』サンマーク出版 2022

### 共著
- 『宇宙方程式の研究 小林正観の不思議な世界』山平松生共著 風雲舎 未知世界の旅びとシリーズ 2001
- 『ツキを呼ぶ「トイレ掃除」』共著 マキノ出版 2007
- 『目からウロコで目が点で 正観さんから教えられたいろいろ』監修 斎藤サトル著・絵 サトルーチ出版 2007
- 『ウサギとカメ21世紀版 21世紀の新しい生き方論』原作 斎藤サトル絵 サトルーチ出版 2008
- 『神さまが教えてくれた幸福論』神渡良平共著 致知出版社 2008
- 『しあわせ言葉の本 ほとけ絵馬の絵本』言葉 斎藤サトル画・書 サトルーチ出版 2010
- 『子育てしない子育て』大和書房 2019

## オーディオブック
- 『心を軽くする言葉―宇宙を味方の「か・が・み」の法則』イーストプレス